# TVN3
TVN3 es un canal de televisión por suscripción chileno que emite programas del archivo de Televisión Nacional de Chile.

## Historia
El 8 de junio de 2023 se informó que TVN había registrado el prototipo de logo de un nuevo canal llamado TVN3 ante el Instituto Nacional de Propiedad Industrial (Inapi). Esa misma semana se informó que la señal había comenzado su etapa de pruebas.
El 23 de junio de 2023, la señal principal de TVN presentó un spot con un collage de programas históricos del canal.
La señal TVN3 incluye los "hitos culturales, deportivos, periodísticos, entretención, históricos e inéditos" del canal público y está incluido en servicios de streaming gratuitos y también como señal de TV paga. A diferencia de su competencia directa, Rec TV (señal de Canal 13), TVN3 no ha contemplado crear nuevos programas, al menos en un inicio.
TVN3 comenzó sus transmisiones el 26 de julio de 2023 a las 13:00. Al día siguiente, el canal llegó a la operadora de IPTV Zapping, siendo la primera operadora de televisión de pago del país en tener el canal.
El 31 de enero de 2025 VTR confirmó la incorporación de TVN3 a su grilla de canales a partir del 1 de abril del mismo año.

## Programación
La programación del canal está compuesta del archivo histórico del canal, los que comprenden estelares, realities, infantiles, teleseries y programas culturales.